# 竹嶋清治
竹嶋 清治（たけしま きよじ、1904年（明治37年）9月7日 - 1993年（平成5年）5月24日）は、日本の現代文学者。愛知教育大学名誉教授。

## 略歴
1904年（明治37年）9月7日に愛知県西尾市に生まれる。1929年（昭和4年）に法政大学法文学部国文科を卒業する。
愛知県立青年学校教員養成所教諭を経て、1949年（昭和24年）に愛知学芸大学教授に就任し、1966年（昭和41年）から愛知教育大学教授を務める。
1993年（平成5年）5月24日に死去、88歳。

## 著書
- 『大正文学史』（学林社、1949）
- 『人間理解を深める文学教育』（1973）